# Kleinbodungen
Kleinbodungen är en ortsteil i staden Bleicherode i Landkreis Nordhausen i förbundslandet Thüringen i Tyskland som för första gången omnämns i ett dokument från år 1370. Kleinbodungen var en kommun fram till den 1 januari 2019 när den uppgick i Bleicherode. Kleinbodungen hade 353 invånare 2018. Från 1944 till 1945 fanns i Kleinbodungen ett koncentrationsläger, som var ett satellitläger till Dora-Mittelbau. Kommendant för lägret i Kleinbodungen var Franz Stofel och hans ställföreträdare var Wilhelm Dörr.